# 裸芸香属
裸芸香属（学名：Psilopeganum）是芸香科下的一个属，为多年生草本植物。该属仅有裸芸香（Psilopeganum sinense）一种，分布于中国湖北、四川和贵州。